# Elastix
Elastix — платформа для унифицированных коммуникаций с открытым исходным кодом, которая объединяет в едином интерфейсе:
- IP-АТС
- Электронную почту
- Биллинг
- Jabber-сервер
- Факс-сервер
- CRM-систему

и средства для организации групповой работы.
Elastix имеет веб-интерфейс и включает в себя такие возможности, как организации колл-центра, аудиозапись разговоров, голосовую почту, IVR, управление аудио-конференций.
Функциональность Elastix основана на проектах с открытым кодом, включая Asterisk (до 2017 года), HylaFax, OpenFire, A2Billing, RoundCube, MySQL, vTiger CRM, FreePBX и Postfix.
Начиная с версии 5.0 разработчики Elastix сменили ядро IP-АТС с Asterisk на коммерческий проект 3CX. Специально для Elastix предлагается ограниченная лицензия на 25 пользователей и не более 8 одновременных разговоров, что переводит Elastix из разряда Open-source ПО в категорию проприетарного и коммерческое ПО.

## IP-АТСна основе Asterisk или 3CX
- Запись телефонных разговоров
- Конференц-комнаты с использованием виртуальных номеров
- Голосовая почта и пересылка на e-mail
- Поддержка протоколов SIP, IAX2, H.323, MGCP, Skinny
- Инструменты разработчика для создания расширений, предоставляющие новые услуги
- Поддержка кодеков: ADPCM, G.711 (A-Law и μ-Law), G.722, G.723.1, G.726, G.728, G.729, GSM, ILBC, Speex.
- Виртуальный секретарь — IVR
- Поддержка аналоговых интерфейсов FXS / FXO
- Голосовой синтез речи
- Поддержка цифровых интерфейсов (E1/T1/J1) и протоколов PRI/BRI/R2/SS7
- Автоконфигурация IP-телефонов
- АОН определитель номера
- Программное эхоподавление
- Работа с несколькими операторами связи
- Маршрутизация входящих и исходящих вызовов по различным правилам
- Поддержка Видеотелефонов
- Интерфейс обнаружения телефонного оборудования
- Поддержка групповой переадресации вызовов
- DHCP сервер для распределения динамических IP адресов
- Панель оператора. Оператор может видеть всю телефонную деятельность в виде графиков и выполнять простые операции по управлению телефонными звонками
- Поддержка протокола пейджинга (intercom) и домофонов
- Веб-панель управления
- Поддержка временных условий
- Парковка и перехват звонка
- Запрет вызова по PIN коду
- Call Detail Record (CDR) отчеты
- Прямой доступ в систему (DISA)
- Биллинг, отчеты, статистика, анализ по использованию
- Поддержка обратного звонка
- Поддержка динамических очередей

## Факсна основеHylaFax
- Приём и отправка Факс в виде PDF-файлов
- Контроль доступа для факса клиентов
- Отправка Факса по электронной почте
- Может быть интегрирован с WinPrint Hylafax

## Общие
- Elastix переведен на 22 языка
- Централизованное управление обновлениями
- Мониторинг ресурсов системы
- Резервное копирование / восстановление с помощью Web и FTP
- Настройка LAN / WAN
- Возможность смены web-интерфейса
- Выключение питания сервера через WEB
- Настройка времени через WEB
- Настройка Firewall через WEB
- Контроль доступа к интерфейсу на основе списков контроля доступа

## Совместная работа
- Календарь с поддержкой голосовых уведомлений
- Телефонная книга с возможностью быстрого вызова
- Два продукта CRM интегрированы в интерфейс (vTiger CRM и SugarCRM)

## Дополнительные модули
- Поддержка биллинга с помощью A2Billing

## Система мгновенного обмена сообщениямиOpenFire
- Информация о пользовательских сессиях
- Телефонные вызовы с помощью IM клиента
- Поддержка плагинов
- Обмен файлами и сообщениями, в том числе групповой.
- Централизованное управление группами и контакт листами
- Передача шифрованных сообщений OTR
- Поддержка LDAP
- Подключение других шлюзов IM, MSN, Yahoo Messenger, GTalk, ICQ

## Электронная почтана основеPostfix
- Мульти-доменный почтовый сервер, управляемый с помощью Web-интерфейса
- Поддержка квот
- Антиспам на основе SpamAssassin
- Веб-клиент электронной почты RoundCube
- Поддержка списков рассылки

## Совместимость с телекоммуникационным оборудованием
Настройка цифровых E1 PRI, BRI и аналоговых плат FXO, FXS также производится через Web-интерфейс. Еlastix протестировали со многими производителями VoIP оборудования. В его состав встроены драйвера для работы PCI-плат следующих производителей Digium, Sangoma Technologies, OpenVox, Rhino Equipment, Xorcom, и Yeastar. Большинство из этих драйверов работают с помощью модуля Zaptel. Другие драйверы поддерживаются с помощью mIDSN и аналогичных проектов.
Также Elastix поддерживает большое количество телефонов работающих по протоколам SIP и IAX входящие в состав Asterisk. Эти протоколы базируются на открытых стандартах RFC. И поэтому любой производитель имеет возможность выпускать телекоммуникационное оборудование без затруднений. Вот некоторые производители Yealink, Grandstream, Polycom, Atcom, Aastra, Linksys, Snom, Cisco, D-Link, Fanvil, AudioCodes, AddPac.

## Модуль Колл-центра
Elastix — первый дистрибутив, поддерживающий колл-центр в режиме интеллектуального обзвона и распространяющий его по лицензии OpenSource. Этот модуль устанавливается через веб-интерфейс в разделе «дополнительные модули». Поддерживает входящие и исходящие компании. С марта 2009 этот модуль активно развивается.

## История проекта
Elastix создан и поддерживается PaloSanto Solutions из Эквадора. Проект был обнародован впервые в марте 2006. Это был не полный дистрибутив, а веб-интерфейс для CDR-отчётности. И он был таковым до конца декабря 2006 года, когда Elastix был выпущен в качестве Linux-дистрибутива, включавшего Asterisk и Zaptel, а также ряд других пакетов, которые легко управляются через простой веб-интерфейс, что привлекло внимание сообщества. По статистике SourceForge  дистрибутив скачан более миллиона раз.
В новых версиях дистрибутива был добавлен модуль Колл-центра, который позволяет обмениваться данными с агентом через собственный протокол ECCP (Elastix Call Center Protocol). Протокол также реализован на открытом исходном коде, и позволяет обеспечивать связь с дополнительным программным обеспечением, написанным другими разработчиками под Elastix.
Одним из важных событий в жизни Elastix стал запуск сервиса дополнений addons.elastix.org — сертифицированные дополнения для Elastix от сторонних разработчиков. Это решение позволяет без труда устанавливать различные дополнения через WEB-интерфейс администратора. Каждый модуль проверяется на совместимость и стабильную работу командой PaloSanto Solutions.
Elastix распространяется в виде готовых ISO дистрибутивов для архитектуры X86 и X64. Базировался на операционной системе CentOS, которая имеет бинарную совместимость с Red Hat Enterprise Linux и доступен для скачивания с серверов sourceforge.net.
Популярность дистрибутива Elastix растёт с момента его первого выпуска, и до сих пор. Проект был номинирован два года подряд (в 2007 и 2008), как финалист SourceForge Community Choice Awards, и в 2012 как проект месяца SF.net.